# Kuurne-Brussel-Kuurne 1957
De 13e editie van de Belgische wielerwedstrijd Kuurne-Brussel-Kuurne vond plaats op zondag 10 maart 1957. Aan de start stonden 153 renners. Onder hen waren overwegend Belgen, maar ook 19 Fransen en 10 Nederlanders. De Kuurnenaar Jozef Verhelst kwam solo aan de meet. Hij ontsnapte in 'de kronkelige straten' van de finishplaats uit een peloton van veertig renners. Op de eindstreep hield hij een voorsprong over van vijftien seconden op het peloton.

## Uitslag
| Kuurne-Brussel-Kuurne 1957 |                   |                       |          |
| Plaats                     | Naam              | Ploeg                 | Tijd     |
| Winnaar                    | Jef Verhelst      | Faema-Guerra          | 4u55'00" |
| 2                          | Leon Vandaele     | Faema-Guerra          | + 15"    |
| 3                          | Norbert Kerckhove | Faema-Guerra          | z.t.     |
| 4                          | Michel Van Aerde  | Mercier-BP-Hutchinson | z.t.     |
| 5                          | Roger De Corte    | Groene Leeuw          | z.t.     |
| 6                          | Gilbert Desmet I  | Faema-Guerra          | z.t.     |
| 7                          | Jan Zagers        | Libertas              | z.t.     |
| 8                          | Edgard Sorgeloos  | Peugeot-BP-Dunlop     | z.t.     |
| 9                          | André Noyelle     | Bertin-The Dura       | z.t.     |
| 10                         | Maurice Mollin    | O.K. Bikes            | z.t.     |
|                            |                   |                       |          |
| 13                         | Leo van der Pluym | Locomotief-Vredestein | z.t.     |

1945 · 1946 · 1947 · 1948 · 1949 · 1950 · 1951 · 1952 · 1953 · 1954 · 1955 · 1956 · 1957 · 1958 · 1959 · 1960 · 1961 · 1962 · 1963 · 1964 · 1965 · 1966 · 1967 · 1968 · 1969 · 1970 · 1971 · 1972 · 1973 · 1974 · 1975 · 1976 · 1977 · 1978 · 1979 · 1980 · 1981 · 1982 · 1983 · 1984 · 1985 · 1986 · 1987 · 1988 · 1989 · 1990 · 1991 · 1992 · 1993 · 1994 · 1995 · 1996 · 1997 · 1998 · 1999 · 2000 · 2001 · 2002 · 2003 · 2004 · 2005 · 2006 · 2007 · 2008 · 2009 · 2010 · 2011 · 2012 · 2013 · 2014 · 2015 · 2016 · 2017 · 2018 · 2019 · 2020 · 2021 · 2022 · 2023 · 2024 · 2025
Lijst van beklimmingen